# Симонов, Александр Филиппович
Александр Филиппович Симонов — создатель проекта (1909) и опытного образца вертолета (1911), конструктор-чертёжник Таганрогского котельного завода. 

## Биография
Александр Филиппович Симонов работал конструктором-чертёжником на Таганрогском котельном заводе. В 1909 году после опытов с моделями винтов и вертолетов разработал проект вертолета, который был собран в Таганроге в 1911 году. 
Пустой вертолет весил 136 кг, использовался на нем двигатель «Анзани» в 25 л.с. Первые испытания на земле показали хорошую работу частей и деталей вертолета (были «только незначительные поломки»). Но выписанный из Парижа капризный двигатель «Анзани» был, видимо, поврежден в пути и очень быстро вышел из строя. 
Денег на новый двигатель не было, и Симонов обратился за помощью в Петербург во Всероссийский аэроклуб. Дальнейшая судьба вертолета Симонов неизвестна.